# Friederike von Hannover und Cumberland

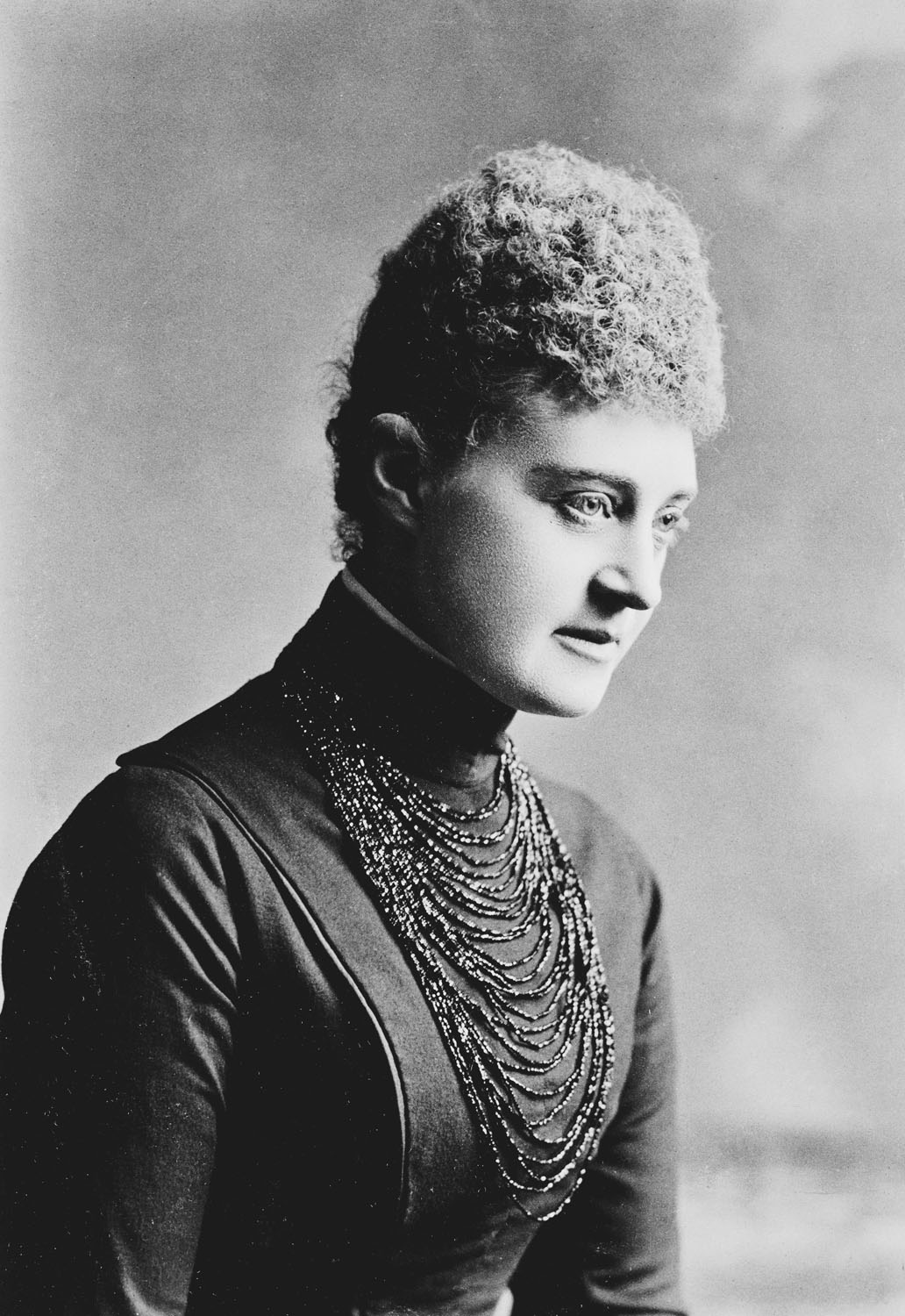
Friederike von Hannover und Cumberland, um 1885

Prinzessin Friederike von Hannover und Cumberland, vollständiger Name Friederike Sophie Marie Henriette Amelie Therese von Hannover und Cumberland (* 9. Januar 1848 in Hannover; † 16. Oktober 1926 in Biarritz) war ein Mitglied aus dem Haus Hannover.

## Leben

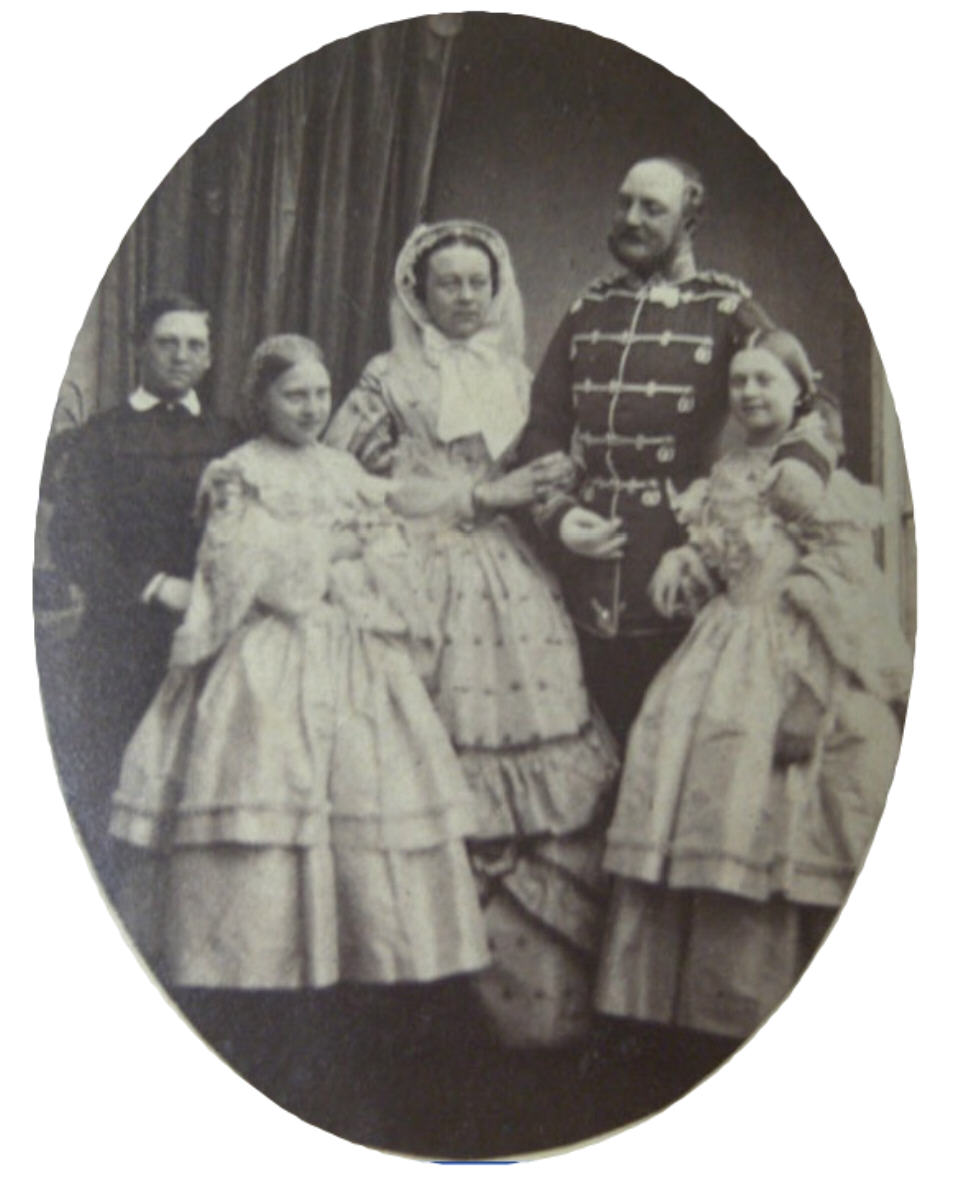
Friederike (ganz rechts) mit ihren Eltern und Geschwistern, um 1860

Friederike war die ältere Tochter von drei Kindern des blinden Duke of Cumberland und späteren König Georg V. von Hannover (1819–1878) und seiner Ehefrau Prinzessin Marie (1818–1907), älteste Tochter von Herzog Joseph von Sachsen-Altenburg und Prinzessin Amalie von Württemberg. Ihre Großeltern waren der hannoversche König Ernst August I. und dessen Cousine, die Prinzessin Friederike von Mecklenburg-Strelitz.

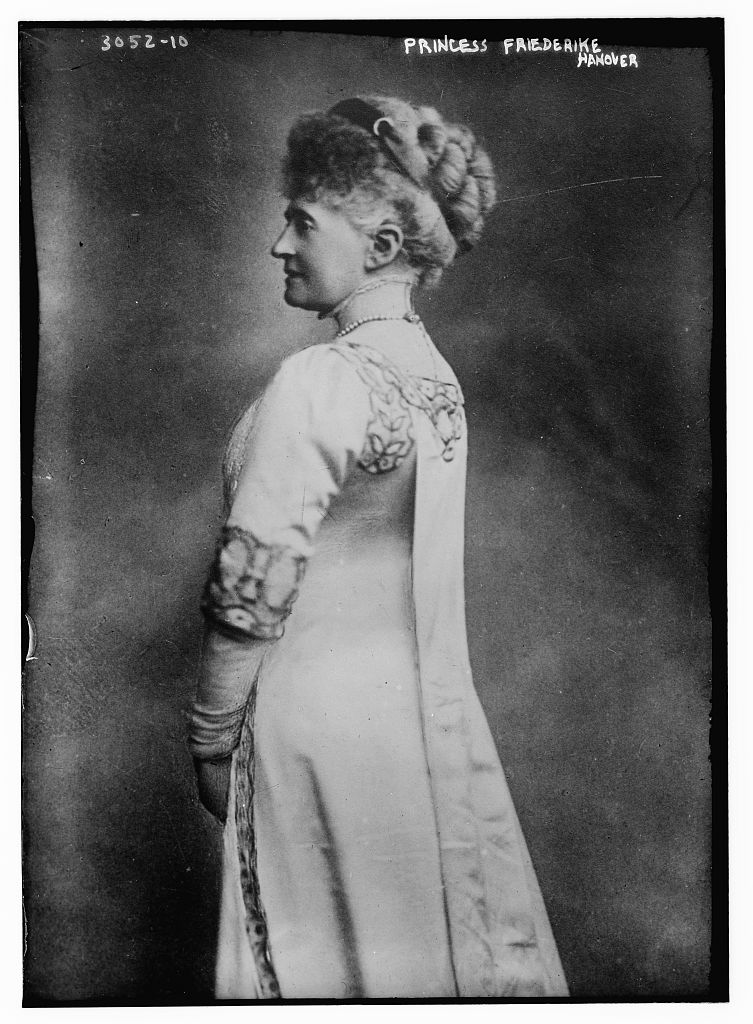
Friederike von Hannover und Cumberland, ca. 1915

Im Januar 1866 wurden durch den Ministerpräsidenten von Preußen, Otto von Bismarck (1815–1898), Verhandlungen mit Hannover begonnen, vertreten durch den Außenminister Graf von Platen-Hallermund (1814–1889), im Hinblick auf eine mögliche Ehe von Prinzessin Friederike mit dem Prinzen Albrecht von Preußen (1837–1906). Doch zur Heirat kam es nicht, dafür zum Deutschen Krieg und am 20. September 1866 wurde das Königreich Hannover von Preußen annektiert. Ihr Vater floh nach Wien, seine Familie folgte ihm ein Jahr später nach einem vorübergehenden Aufenthalt im Schloss Marienburg ins österreichische Exil.

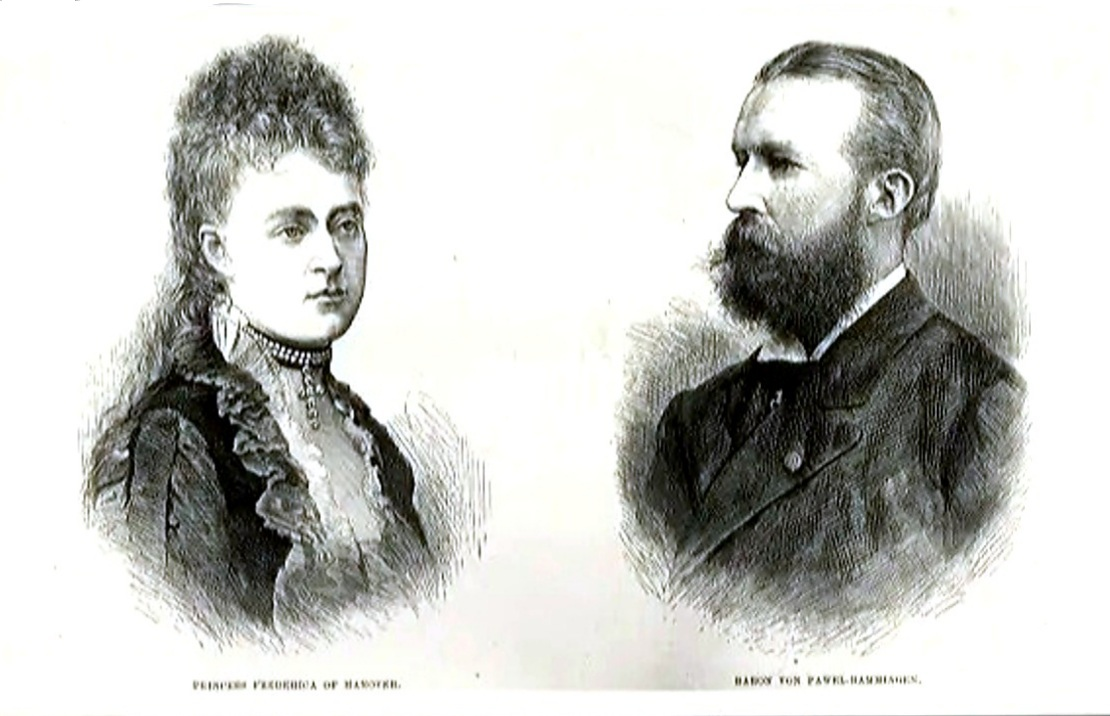
Prinzessin Friederike und ihr Ehemann, Alfons Freiherr von Pawel-Rammingen, Ansichtskarte um 1880

Seit Ende der 1870er Jahre reiste sie mehrfach mit ihrer Mutter nach England auf Verwandtenbesuch. In dieser Zeit wurde Friederike von ihrem Cousin (zweiten Grades) Prinz Leopold Georg, Herzog von Albany (1853–1884) und Prinz Alexander von Oranien-Nassau (1851–1884), jüngster Sohn des niederländischen Königs Wilhelm III., umworben. Doch sie war in den Sohn eines Beamten des Herzogtums Sachsen-Coburg und Gotha verliebt. Am 24. April 1880 heiratete Prinzessin Friederike von Hannover auf Windsor Castle den Freiherrn Alfons von Pawel-Rammingen (1843–1932). Das Ehepaar lebte auf Hampton Court Palace, wo die Tochter Victoria Georgina Beatrice Maud Anne (* 7. März 1881; † 27. März 1881) geboren wurde und wenig später starb.
In den späteren Jahren war Freifrau von Pawel-Rammingen in mehreren karitativen Organisationen tätig, darunter Convalescent Home, Royal Normal College and Academy of Music for the Blind in Upper Norwood, Training College for Teachers of the Deaf in Ealing und Royal Society for the Prevention of Cruelty to Animals. Nach dem Tod ihres Vaters erbte sie die Villa Mouriscot in Biarritz, wo sie am 16. Oktober 1926 starb. Ihr Leichnam wurde nach England überführt und in der St George’s Chapel auf Windsor Castle bestattet.

## Titel und Anrede
- 1848–1880 Ihre Königliche Hoheit Prinzessin von Hannover und Cumberland
- 1848–1866 Ihre Königliche Hoheit (Hannover)
- 1848–1926 Ihre Hoheit (Großbritannien)
- 1880–1926 Freifrau von Pawel-Rammingen